# Odvisno ozemlje
Odvisno ozemlje je ozemlje, ki nima polne politične neodvisnosti oz. suverenosti. Ima visoko stopnjo samouprave (npr. lastno valuto, lastno zakonodajo ipd.), vendar je pod nadzorom neke suverene države (ki je odgovorna za zunanje zadeve in obrambo), čeprav ni njen del.

## Seznam odvisnih ozemelj
Nova Zelandija
- Cookovi otoki (v prosti zvezi)
- Niue (v prosti zvezi)
- Tokelau (ozemlje)
- Rossovo odvisno ozemlje (ozemlje)

Norveška
- Bouvetov otok
- Otok Petra I.

Združeno kraljestvo
- Angvila (Britansko čezmorsko ozemlje)
- Bermudi (Britansko čezmorsko ozemlje)
- Britansko antarktično ozemlje (Britansko čezmorsko ozemlje)
- Britansko ozemlje v Indijskem oceanu (Britansko čezmorsko ozemlje)
- Britanski Deviški otoki (Britansko čezmorsko ozemlje)
- Kajmanji otoki (Britansko čezmorsko ozemlje)
- Falklandski otoki (Britansko čezmorsko ozemlje)
- Gibraltar (Britansko čezmorsko ozemlje)
- Montserrat (Britansko čezmorsko ozemlje)
- Pitcairn (Britansko čezmorsko ozemlje)
- Sveta Helena, Ascension in Tristan da Cunha (Britansko čezmorsko ozemlje)
- Južna Georgia in Južni Sandwichevi otoki (Britansko čezmorsko ozemlje)
- Suverena bazna ozemlja Akrotirija in Dekelie (Britansko čezmorsko ozemlje)
- Otoki Turks in Caicos (Britansko čezmorsko ozemlje)
- Guernsey (Kronska odvisnost)
- Jersey (Kronska odvisnost)
- Otok Man (Kronska odvisnost)

Združene države Amerike
- Ameriška Samoa
- Gvam
- Severni Marijanski otoki
- Portoriko
- Ameriški Deviški otoki
- Wake
- še 10 manjših nenaseljenih otokov v Pacifiku

## Drugi podobni primeri
Spodaj navedena ozemlja imajo poseben status in se jih pogosto označuje kot odvisna ozemlja, čeprav so pravno gledano del suverenih držav.
Avstralija
- Božični otok
- Kokosovi otoki
- Norfolški otok
- Ashmorovi in Cartierovi otoki
- Avstralsko antarktično ozemlje
- Koralnomorski otoki
- Herardov otok in McDonaldovi otoki

Kitajska
- Hongkong
- Macao

Danska
- Ferski otoki
- Grenlandija

Finska
- Ålandsko otočje

Francija
- Francoska Polinezija
- Nova Kaledonija
- Sveti Jernej
- Sveti Martin
- Sveti Peter in Mihael
- Wallis in Futuna
- Clippertonov otok
- Francoske južne in antarktične dežele

Nizozemska
- Aruba
- Curaçao
- Sveti Martin
- Bonaire
- Saba
- Sveti Evstahij

Norveška
- Svalbard

Združene države Amerike
- Palmirski otok